# Gare de Vossem
La station de Vossem est une ancienne gare vicinale belge de la Société nationale des chemins de fer vicinaux (SNCV) située dans la commune de Vossem dans l'actuelle province du Brabant flamand (ancienne province de Brabant).

## Histoire

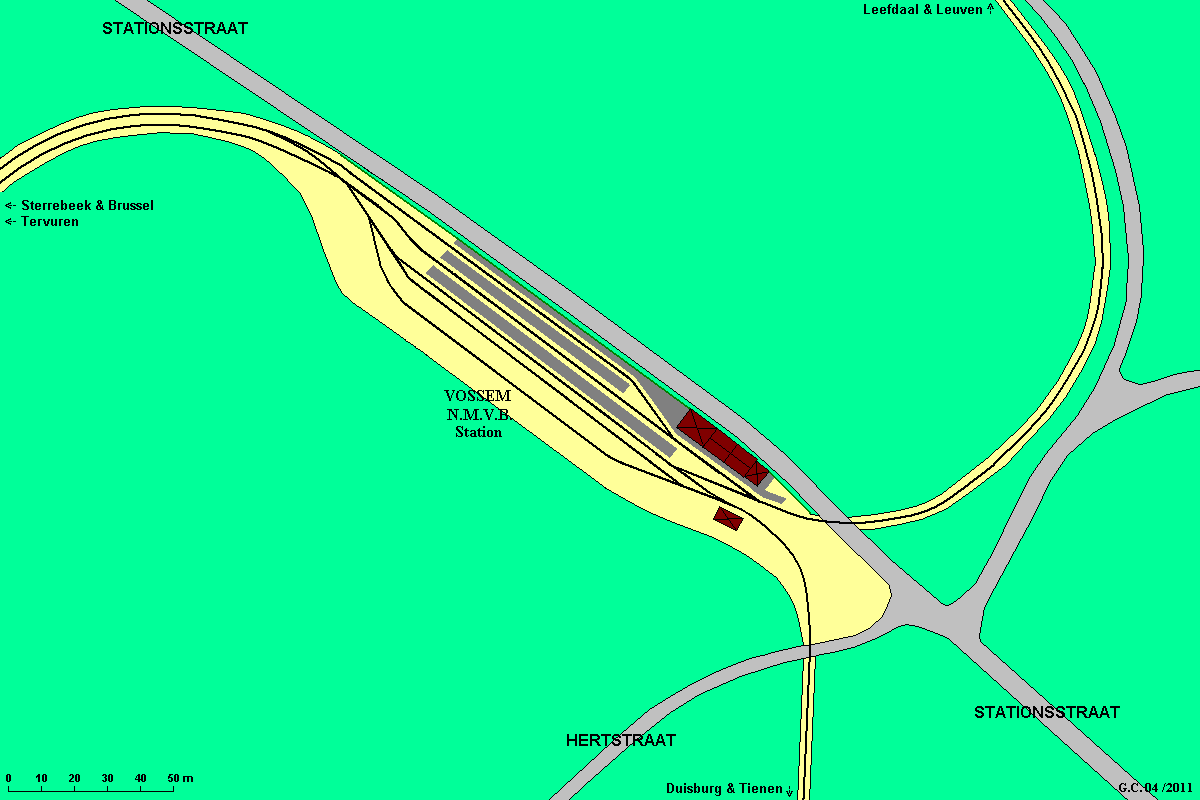
La gare de Vossem au temps de la traction électrique.

La gare vicinale de Vossem consistait en un bâtiment à deux étages à pignons latéraux, prolongé au nord par une aile latérale à un étage abritant le magasin et la salle d'attente et prolongé au sud par une annexe sans étage à toit plat, le tout datant de la construction du chemin de fer vicinal vers 1897. Un bâtiment avec étage et à toit plat, d'un tout autre style, abritant une sous-station électrique fut accolé au nord de ces bâtiments lors de l'électrification des lignes vers Bruxelles, Louvain et Tervuren à partir de 1934.
À partir de 1940, un service de tram électrique direct (service "B") est établi entre Bruxelles et Louvain, sans correspondance à Vossem, tandis que la liaison avec Tervuren est assurée, jusqu'en 1954, par une navette Vossem - Tervuren, navette assurant les correspondances principalement à l'arrêt "Vier Winden" où la ligne vers Bruxelles se sépare de celle de Tervuren.
La ligne provenant de Tirlemont ne sera pas électrifiée et sera exploitée jusqu'en 1957 par des autorails ayant remplacé les trains à vapeur : ces convois lorsqu'ils ne seront pas limités à Vossem, ne dépasseront pas dans l'agglomération bruxelloise la place Dailly à Schaerbeek alors que les convois électriques auront leur terminus place Saint-Josse à Saint-Josse-ten-Noode.
À l'arrêt de l'exploitation ferrée en 1961, le bâtiment de la gare sera abandonné mais ne sera démoli que vers 1990, précédant la démolition de la sous-station électrique. Le château d'eau disparaîtra également, sa cuve métallique étant revendue à un particulier puis finalement rachetée en 2004 par l'Association pour la sauvegarde du vicinal (ASVi).
La plupart des terrains ayant été morcelés et vendus, peu de traces de cette gare subsistent actuellement en 2010. Une partie de la courbe à double voie au nord-ouest de la gare est encore visible : elle sert de chemin d'accès entre la Stationsstraat et le champ enclavé. Au sud, à partir de la Hertstraat, sur la tranchée remblayée de la voie vers Duisburg, est aménagé un sentier de promenade (appelé "Tramweg Zwette Jean") jusqu'à la Sint-Pauluslaan, sentier qui longe ensuite une dizaine de mètres plus à l'ouest l'ancien site inclus dans des propriétés privées pour passer, après la Smisstraat, à l'est de l'ancien talus bien visible jusqu'une centaine de mètres au-delà de la rivière "De Voer". Au sud-est, sur le site de la courbe quittant la gare pour remonter au nord vers Louvain, se retrouvent des bâtiments construits selon cette même courbe et plus loin, lorsque la courbe s'inverse et tourne à droite, le site embroussaillé rejoignant la chaussée de Louvain reste décelable.